# Hushållsapparater
Hushållsapparater är ett samlingsnamn för mindre elektriska maskiner som finns i många hem och används vid matlagning, städning eller tvätt, som till exempel brödrost, vattenkokare, kaffebryggare, mixer, mixerstav, matberedare, elvisp, dammsugare, strykjärn, hushållsassistent, smörgåsvärmare och våffeljärn. 
Lite mer ovanliga hushållsapparater är till exempel glassmaskin, långsamkokare, pastamaskin, bakmaskin, iskrossmaskin, råsaftcentrifug, juicepress, fritös, riskokare, kaffekvarn, potatisskalare, ångkokare, espressomaskin, sous vide, perkolator, rånjärn och ismaskin.
Exempel på tillverkare av hushållsapparater:
- AEG (Electrolux)
- BSH Hausgeräte (Bosch, Siemens)
- Braun (De'Longhi)
- De'Longhi
- Electrolux
- Kenwood Limited (De'Longhi)
- Whirlpool (Kitchen Aid)
- Melitta
- Miele
- Groupe SEB (Krups, Tefal, Moulinex, OBH Nordica)
- Versuni (Philips)
- SharkNinja
- Severin